# The Cool
The Cool è il secondo album del rapper statunitense Lupe Fiasco, pubblicato il 18 dicembre 2007.

## Tracce
1. Baba Says Cool for Thought – 0:46 (Wasalu Jaco)
2. Free Chilly (featuring Sarah Green and GemStones) – 1:02 (Jaco, Sarah Green) – Soundtrakk
3. Go Go Gadget Flow – 4:10 (Jaco, Rudolph Lopez) – Soundtrakk
4. The Coolest – 5:12 (Chris Paultre, Derrick Braxton, Jaco) – The Buchanans, Drop
5. Superstar (featuring Matthew Santos) – 4:48 (Jaco, Lopez, Matthew Santos) – Soundtrakk
6. Paris, Tokyo – 4:30 (Eumir Deodato, Jaco, Lopez) – Soundtrakk
7. Hi-Definition (featuring Snoop Dogg and Pooh Bear) – 3:51 (Calvin Broadus, Alexander Shuckburgh, Jason Boyd, Jaco) – Al Shux
8. Gold Watch – 4:12 (Paultre, Braxton, Jaco) – The Buchanans, Drop
9. Hip-Hop Saved My Life (featuring Nikki Jean) – 4:02 (Jaco, Nikki Jean, Lopez) – Soundtrakk
10. Intruder Alert (featuring Sarah Green) – 4:00 (Jaco, Lopez, Green) – Soundtrakk
11. Streets on Fire (featuring Matthew Santos) – 4:40 (Paultre, Braxton, Jaco, Santos) – The Buchanans, Drop
12. Little Weapon (featuring Bishop G and Nikki Jean) – 4:06 (Jaco, Patrick Stump, Jean, Bishop G) – Stump
13. Gotta Eat – 3:24 (Jaco, Lopez) – Soundtrakk
14. Dumb It Down (featuring GemStones and Graham Burris) – 4:03 (Jaco, Lopez, Graham Burris) – Soundtrakk
15. Hello / Goodbye (Uncool) (featuring Unkle) – 4:26 (Richard File, Chris Goss, Josh Homme, James Lavelle, Jaco) – Lupe Fiasco, Goss, Unkle
16. The Die (featuring GemStones) – 3:23 (Jaco, Lopez, Barbara Wyrick, Stephen Bogard) – Soundtrakk
17. Put You on Game – 3:02 (Simon Morel, Jaco) – Simon Sayz
18. Fighters (featuring Matthew Santos) – 3:33 (Le Messie, Jaco, Santos) – Le Messie
19. Go Baby (featuring GemStones) – 3:36 (Jaco, Lopez) – Soundtrakk